# Історія Джанкоя
Історія міста Джанкой починається з 1784 року, з першої згадки в історичних документах.

## Період до заснування міста
Про заселення місцевості, де розташований Джанкой, уже в IV тисячолітті до н. е. свідчать виявлені в його околицях знаряддя праці доби неоліту й міді, а також залишки поселення доби пізньої бронзи. Досліджені, крім того, кургани з похованнями часів бронзи, скитів і середньовіччя.

## XIX століття
Перша згадка про Джанкой (у перекладі з кримськотатарської — нове село) — 1784 рік, однак населений пункт існував ще за часів Кримського ханства.
Наступна згадка зустрічаються в документах з 1855 року, коли після еміграції кримських татар до Туреччини в 1856—1863 рр. на цій території поселилися німці-колоністи. 1865 року в Джанкої, що входив до складу Перекопського повіту, налічувалося 20 дворів, жило 114 чоловік (53 чоловіки і 61 жінка).
Населення займалося переважно хліборобством і тваринництвом. Наділи колоністів становили пересічно 60—65 десятин землі на двір.
На початку 70-х років, під час прокладання залізниці Лозова—Севастополь, у Джанкої почали селитися будівельники, які прибували з різних кінців російської імперії. Жили вони у надзвичайно тяжких умовах: постійними їхніми супутниками були голод, злидні, масові хвороби. Житлами для будівельників правили дерев'яні бараки й землянки, що тулилися біля залізничного полотна. Вони й утворили одну з перших у Джанкої вулиць — Кримську, що зберегла цю назву до наших днів.
15 листопада 1873 року Лозово-Севастопольська залізниця стала до ладу. Отже, Джанкой — одна з її станцій — уже мав зв'язок з Сімферополем і материковою Україною. У Джанкої був споруджений один з найбільших у Криму млинів.
З кожним роком зростав вантажооборот станції, збільшувалися пасажирські перевезення. Так, 1886 року було відправлено зерна 1 млн пудів — у 30 разів більше, ніж 1876 року. У 1892 році, після завершення будівництва лінії від Джанкоя до Феодосії, станція стала вузловою. У наступні роки до неї з Таганаша переведено паровозне депо, дистанцію колії, вагоноремонтний пункт і залізничні майстерні. Значно розширилися за ці роки межі селища. Тут жили залізничники, ремісники, зв'язківці, торговці На 1892 рік у Джанкої діяло близько 50 дрібних торговельних підприємств.
Хоч кількість жителів зростала, та й приїжджих тут завжди було багато, селище не впорядковувалося. Все у куряві, майже без зелені влітку, в дощову погоду воно потопало в болоті. На кривих вуличках лише подекуди росли чахлі кущі акації. Через недоброякісну воду, яку добували з артезіанських свердловин, часто спалахували епідемії. Хворих обслуговував лише один земський лікар, 1892 року почав діяти лікарняний пункт. Початкову школу відкрито 1896 року, церковнопарафіяльну — через чотири роки; залізничну засновано 1908 року.

## XX століття
Перед початком першої світової війни Джанкой став одним з центрів розвитку сільськогосподарської промисловості степової частини Криму. 1909 року підприємець Хорасанов перевів сюди з Курмана чавуноливарний завод. Основною продукцією його стали кінні молотарки, борони, плуги та інші сільськогосподарські знаряддя. На заводі працювало близько 80 чоловік. 1912 року відкрито завод землеробських машин, де було зайнято 32 робітники. У селищі діяли численні дрібні майстерні, торговельні підприємства, зернові склади.
У роки першої світової війни значно збільшився вантажооборот станції. Майже всі підприємства були переведені на обслуговування потреб діючої армії. Так, на чавуноливарному заводі воєнним виробництвом займалася більшість ливарників, слюсарів, столярів-колісників.
У березні 1917 року почав діяти громадський комітет — орган Тимчасового уряду.
12 січня 1918 року Джанкой окупували більшовики.
19 квітня 1918 року місто звільнили українські та німецькі війська.
8 квітня 1919 року, після боїв на Перекопі, більшовики знову окупували Джанкой.
У червні 1919 року Джанкой захопили денікінці. У Джанкої розміщувалися англійська військова місія, грецький батальйон, а також штаб генерала Слащова, який протягом січня—квітня 1920 року фактично був диктатором Криму.
Увечері 12 листопада 1920 року місто знову окупували більшовики.
У листопаді Джанкой став центром однойменного округу, а з 6 жовтня 1923 року, після ліквідації окружного адміністративного поділу,— центром Джанкойського району. Населення в районному центрі налічувало 6873 особи.
1923 року в місті налічувалося 1380 робітників і службовців, 286 ремісників і торговців.
Протягом січня 1921 року відкрито амбулаторію й стоматологічний кабінет. Працювало 7 шкіл першого ступеня.
У роки першої і другої п'ятирічок у Джанкої споруджено мукомельний, маслоробний і бавовноочисний заводи.
Статус міста Джанкой отримав у 1926 році.
У 1939 році кількість населення в Джанкої становила 19 581 чоловік. У місті працювало 2 лікарні на 145 ліжок, 2 поліклініки, в тому числі одна дитяча. Діяли два дошкільні дитячі заклади на 150 місць.
31 жовтня 1941 року німецько-румунські війська захопили місто.
13 квітня 1944 року місто знову відвоювали радянські війська. 18 травня відбулася злочинна депортація кримськотатарського народу.
Протягом наступних п'ятирічок далі розвивалася економіка міста. Особлива увага приділялася консервній і машинобудівній галузям промисловості. На сучасне високомеханізоване підприємство з новими просторими корпусами, автоматичними лініями й високою організацією праці перетворився консервний завод. 1956 року на розширення й оснащення підприємства новим устаткуванням держава виділила близько мільйона карбованців. Це дозволило довести потужність заводу до 43 млн умовних банок консервів за рік. Завод, який нині став підприємством союзного значення, переробляє за добу понад 700 тонн овочів. Тут налагоджено також виробництво м'ясних і рибних консервів. Продукція з маркою Джанкойського консервного заводу має попит не лише в нашій країні, а й за кордоном.
Особливе місце в господарському житті Джанкоя, як і раніше, належить залізничному вузлові. За восьму п'ятирічку потік народногосподарських вантажів зріс більш ніж утроє, а кількість поїздів, що відправляються зі станції,— в 2 з лишком рази. У рік ленінського ювілею повністю завершено перехід на електричну тягу. За п'ятирічку перевезено 12 416 тис. тонн надпланових вантажів.
Коли 1961 року розгорнулося спорудження Північно-Кримського каналу, Джанкой став одним з опорних пунктів цієї будови. Промисловою базою будівництва каналу стали в місті завод залізобетонних виробів потужністю 30 тис. кубометрів залізобетону на рік, ремонтно-механічний завод та інші підприємства.
1 січня 1963 року Джанкой став містом обласного підпорядкування.

## XXI століття
27 лютого 2014 року Джанкой окупувала росія.